# Callia comitessa
Callia comitessa är en skalbaggsart som beskrevs av Julius Melzer 1930. Callia comitessa ingår i släktet Callia och familjen långhorningar. Inga underarter finns listade.